# Tenis en Japón
El tenis en Japón logró cierta presencia en los años 70, sin embargo es a partir de los años 2010s que se ha consolidado como la mayor potencia asiática, y una mediana potencia mundial con tenistas como Yūichi Sugita, Go Soeda, Yoshihito Nishioka, Tatsuma Ito, y principalmente con Kei Nishikori alzándose como la mejor figura japonesa y asiática de la historia, peleando actualmente entre los Top 5 del ranking ATP.
A nivel de representación nacional, el Equipo de Copa Davis de Japón alcanzó los cuartos de final de la Copa Davis en 2014.

## Clasificación histórica

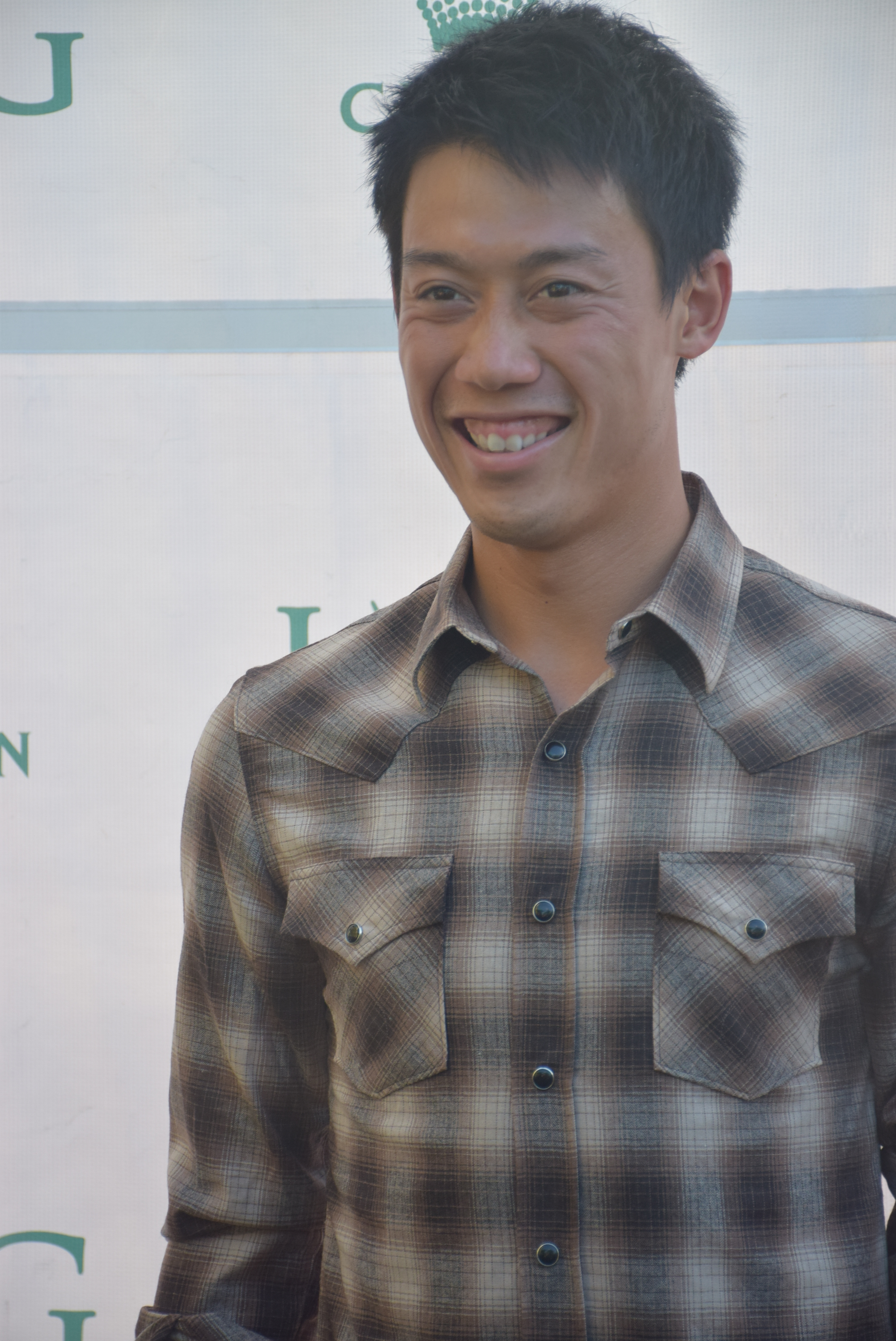
Kei Nishikori el mejor tenista japonés y asiático de la historia

Lista con tenistas japoneses que han estado sobre el lugar 100 de la clasificación ATP.